# 家燕
家燕是燕科燕屬的一种鸟类，是全球分布最廣泛的燕類，出現在所有大陸，主要是候鳥，繁殖於全北界，過冬於新、舊熱帶界和東洋界，在南極洲有迷鳥記錄。
家燕是一種外形獨特的雀形目鳥類，具有藍色的上半身和長而深深分叉的尾巴。在英語世界的歐洲地區，家燕通常僅稱為swallow；而在北歐，它是唯一被稱為「swallow」而非「martin」的燕科成員。
家燕共有六個亞種，分布於北半球各地繁殖。 其中兩個亞種（H. r. savignii 和 H. r. transitiva）分別局限於尼羅河谷和地中海東部。 其餘四個亞種分布更廣泛，冬季遷徙範圍涵蓋南半球的大部分地區。
家燕主要棲息於開闊地帶，通常在人工建築物中築巢，因此隨著人類的擴展而擴散。牠們利用泥球築巢，通常位於穀倉或類似建築物中，並在空中捕食昆蟲。 家燕與人類有密切的共生關係，牠們捕食昆蟲的習性使得人類對其頗為包容；過去關於家燕和其巢穴的迷信更強化了這種接受度。由於家燕與人類的生活環境接近且每年遷徙，因此在文學和宗教作品中經常出現與家燕相關的文化符號。家燕是奧地利和愛沙尼亞的國鳥。

## 描述

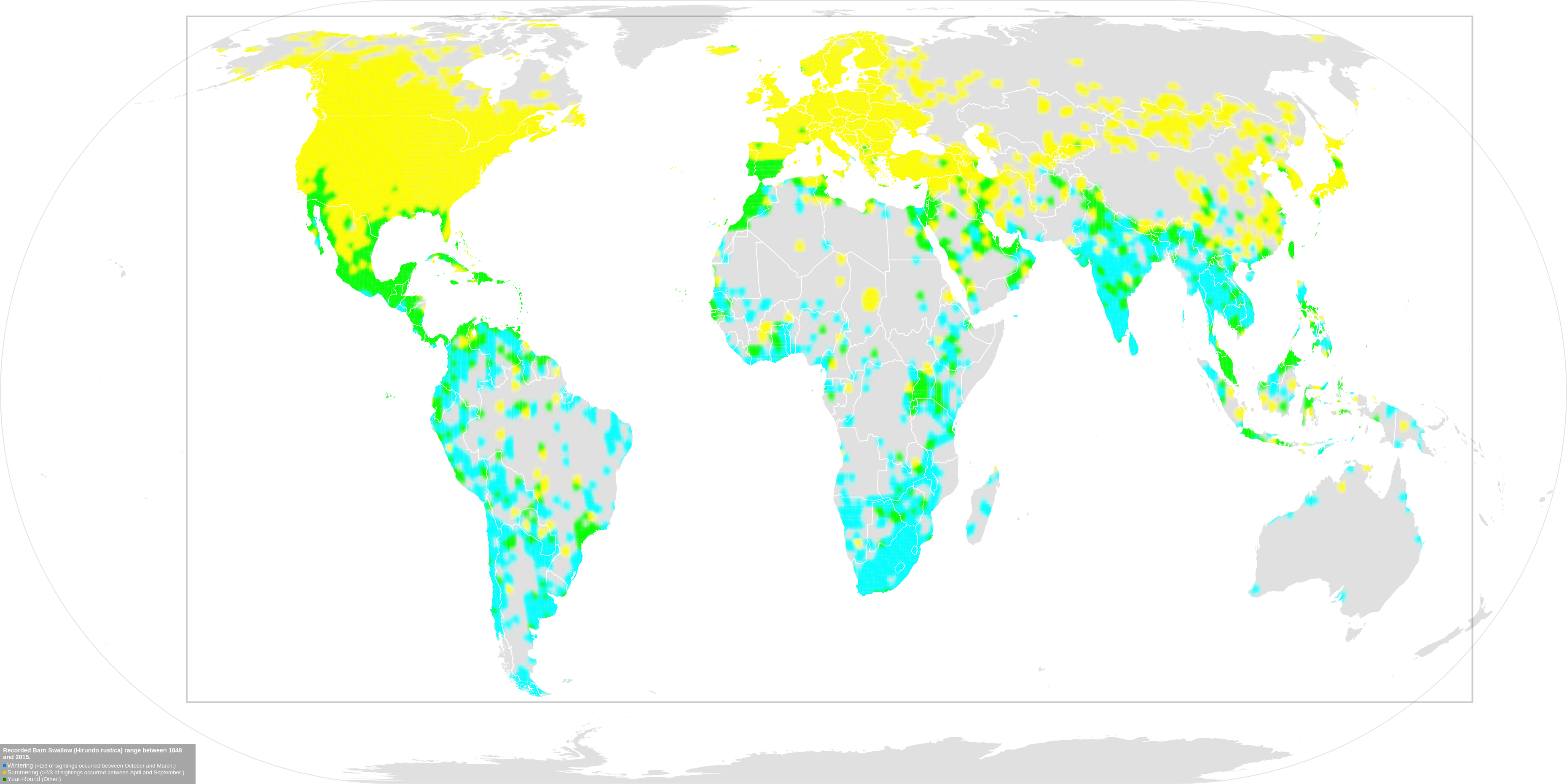
顯示物種的遷移模式,報告的範圍來自提交給 eBird 的觀察結果

指名亞種H. r. rustica的成年雄性家燕體長約17—19 cm（61⁄2—71⁄2英寸），其中包含2—7 cm（1—3英寸）的延長外側尾羽。牠的翼展約為32—34.5 cm（121⁄2—131⁄2英寸），體重約為16—22 g（9⁄16—3⁄4 oz）。其上半身為鋼藍色，前額、下巴和喉嚨為紅棕色，並由深藍色的寬胸帶與乳白色的腹部區隔開來。延長的外側尾羽形成了家燕特有的深分叉「燕尾」。尾部外端有一排白色斑點。 雌鳥的外觀與雄鳥相似，但尾羽較短，上半身和胸帶的藍色光澤較弱，腹部顏色較淡。幼鳥的顏色偏棕，臉部紅棕色較淺，腹部較白，並且沒有成鳥那樣長的尾羽。
儘管雌雄鳥都會唱歌，但雌鳥的鳴唱直到最近才被描述。 （關於歌聲的詳情見下文。）叫聲包括witt 或witt-witt，以及當牠們興奮或驅趕入侵者時發出的響亮splee-plink。警告叫聲包括針對貓等掠食者的尖銳siflitt，以及針對猛禽如燕隼的flitt-flitt。 這種鳥在其冬季棲地通常比較安靜。
紅臉與藍色胸帶的明顯組合使得成年家燕很容易與非洲燕屬物種以及喜燕（Hirundo neoxena）區分開來，後者的分布範圍與家燕在澳大拉西亞有所重疊。 在非洲，幼年家燕的短尾羽容易與幼年赤胸燕（Hirundo lucida）混淆，但赤胸燕的胸帶較窄，且尾羽中含有更多白色。

## 分類學
家燕由卡爾·林奈於1758年在他的《自然系統第十版》中描述為Hirundo rustica，其特徵為「H. rectricibus, exceptis duabus intermediis, macula alba notatîs」。Hirundo是拉丁語中「燕子」的意思；rusticus意指「鄉村的」。 這個物種是該屬中唯一一個分布範圍延伸到美洲的，燕屬的大多數物種原產於非洲。這個藍背燕屬有時被稱為「家燕」。
根據牛津英語字典，英文中「barn swallow」這一俗名可追溯至1851年， 然而在吉爾伯特·懷特的著作《塞爾伯恩的自然史與古物誌》（1789年首次出版）中已出現了這一表達：

燕子，儘管被稱為煙囪燕，但並不完全在煙囪中築巢，牠們經常在穀倉和外屋的橫梁上築巢……在瑞典，牠們築巢於穀倉中，並被稱為ladusvala，即穀倉燕。

這表明英文名稱可能是從瑞典語轉譯而來的。
在該屬內，分類學問題較少，但赤胸燕——一種棲息於西非、剛果盆地和埃塞俄比亞的留鳥——曾被視為家燕的亞種。赤胸燕比牠的遷徙親戚稍小，藍色胸帶較窄，且（成鳥）尾羽較短。在飛行中，牠的下半身看起來比家燕更淺色。

### 亞種

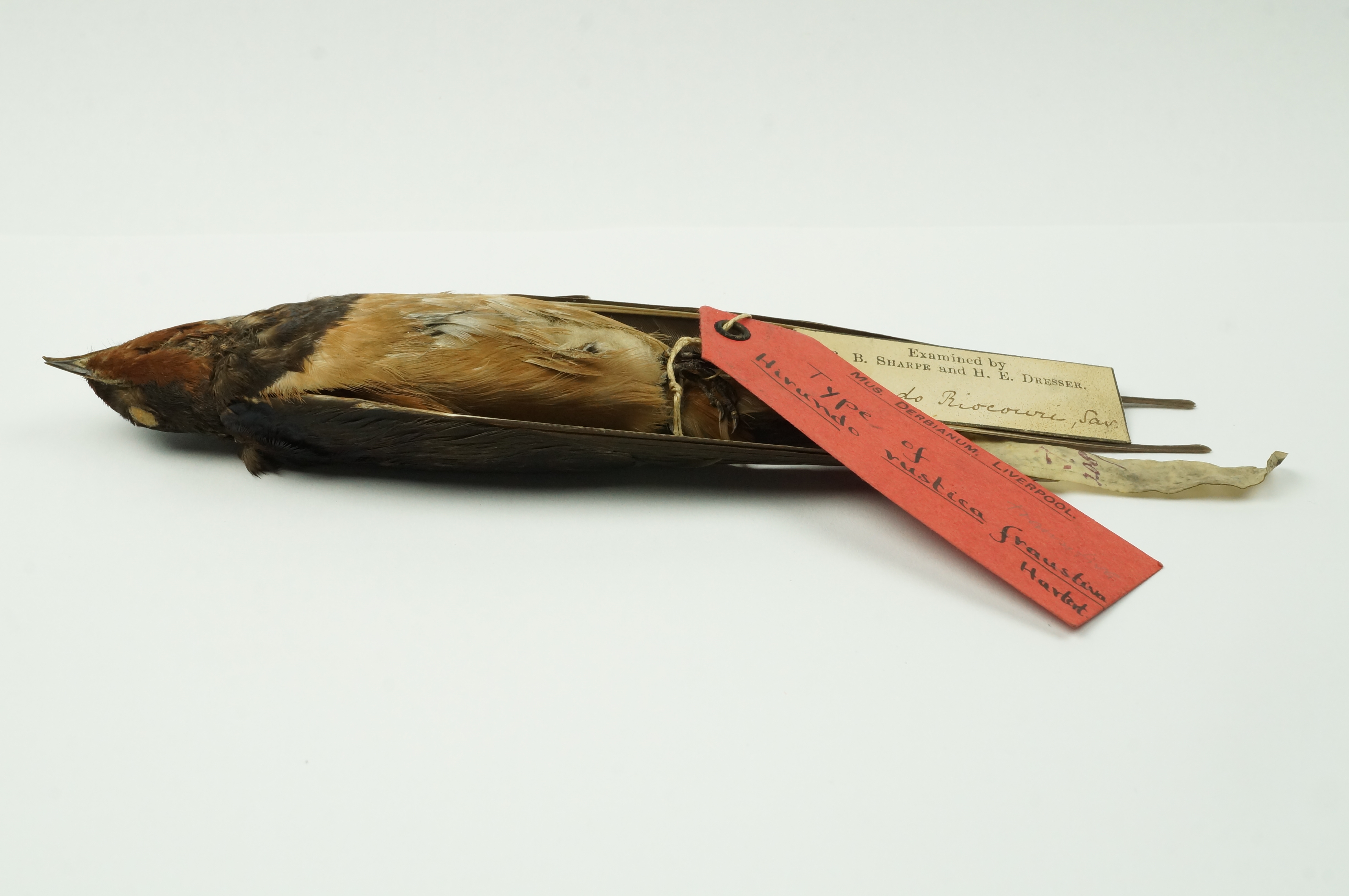
Chelidon rustica transitiva 正模標本 哈特 (NML-VZ T2057) 保存於利物浦國家博物館

通常公認家燕有六個亞種。在東亞地區，提出了幾個附加或替代的形態，包括1883年羅伯特·里奇韋描述的saturata、1883年本內迪科特·迪波夫斯基描述的kamtschatica、埃爾溫·施特雷澤曼描述的ambigua以及1934年威廉·邁塞描述的mandschurica。 鑑於這些形態有效性的不確定性， 本文遵循特納和羅斯的處理方式。
- H. r. rustica，指名的歐洲亞種，繁殖於歐洲及亞洲，北至北極圈，南至北非、中東及錫金，東至葉尼塞河。牠們廣泛遷徙，冬季在非洲、阿拉伯和印度次大陸過冬。[3] 從歐亞大陸遷徙至南非的家燕曾被記錄到牠們的年遷徙路徑可達11,660 km（7,250 mi）。[22][23] 指名的歐洲亞種是首個被測序並發表基因組的家燕亞種。[24]
- H. r. transitiva由恩斯特·哈特於1910年描述，繁殖於中東，範圍從土耳其南部到以色列，部分鳥類留居當地，但也有些鳥類冬季遷徙至東非。牠們有橙紅色的下半身和斷裂的胸帶。[3] 哈特的模式標本Chelidon rustica transitiva保存在利物浦國家博物館的脊椎動物學收藏中，編號為NML-VZ T2057。[25] 標本於1863年12月16日由亨利·貝克·特里斯特拉姆在巴勒斯坦的艾斯德拉克隆平原採集，並於1896年隨特里斯特拉姆的收藏品被博物館收購。[26]
- H. r. savignii，埃及留鳥亞種，由詹姆斯·弗朗西斯·斯蒂芬斯於1817年描述，以法國動物學家馬里·儒勒·塞薩爾·薩維尼命名。[27] 它與transitiva相似，也有橙紅色的下半身，但savignii有完整寬闊的胸帶且下半身的紅色色調更深。[10]

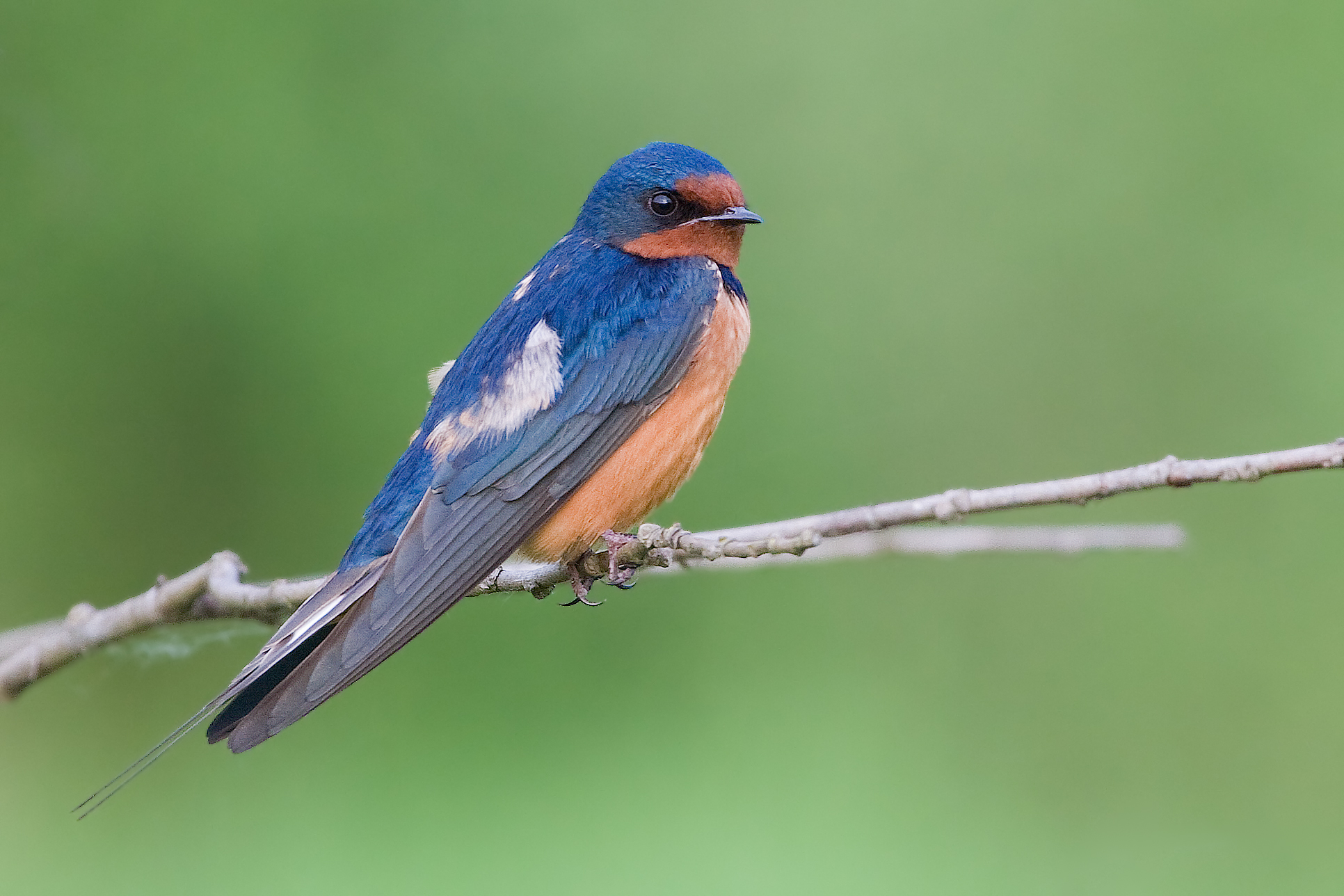
H. r. erythrogaster於華盛頓州, 美國

- H. r. gutturalis由喬瓦尼·安東尼奧·斯科波利於1786年描述，[18] 其下半身呈白色，胸帶不完整，胸部呈栗色，腹部較為粉紅色。[28] 繁殖於喜馬拉雅山中部和東部的族群也被歸入此亞種，[29] 但主要繁殖範圍在日本和韓國。東亞的繁殖鳥類冬季遷徙至印度、斯里蘭卡、印尼及新幾內亞等熱帶亞洲地區。越來越多的家燕在澳大利亞過冬。該亞種與H. r. tytleri在阿穆爾河區域發生雜交。這兩個東亞形態被認為曾經地理上分離，但由於人類擴展建築物提供的築巢地點，導致其分布範圍重疊。[3] H. r. gutturalis是阿拉斯加和華盛頓州的迷鳥，[30] 但與北美繁殖亞種H. r. erythrogaster易於區分，後者的下半身較紅。[3]
- H. r. tytleri首次由托馬斯·傑爾登於1864年描述，以英國軍人、自然學家和攝影師羅伯特·克里斯托弗·泰特勒命名。[18] 其下半身為深橙紅色，胸帶不完整，尾羽較長。[28] 繁殖於西伯利亞中部，南至蒙古北部，冬季遷徙至東孟加拉、泰國和馬來西亞。[3]
- H. r. erythrogaster，北美亞種，由彼得·博達爾特於1783年描述，[18] 與歐洲亞種的區別在於其下半身更紅，胸帶更窄且通常不完整。牠們在整個北美洲繁殖，從阿拉斯加到墨西哥南部，冬季遷徙至小安的列斯群島、哥斯達黎加、巴拿馬和南美洲。[11] 部分鳥可能在繁殖範圍的最南端過冬。此亞種在中美洲的遷徙路徑較為狹窄，因此在兩岸低地地區大量出現。[31] 自1980年代以來，在阿根廷發現少量此亞種築巢。[32]H. r. erythrogaster於華盛頓州, 美國

H. r. tytleri的短翅、紅腹和不完整胸帶特徵也出現在H. r. erythrogaster中，且DNA分析顯示，北美的家燕擴散至貝加爾湖地區，這一擴散方向與大多
數美洲與歐亞大陸之間的分布變化相反。

## 行為

### 棲地與分布範圍
家燕偏好的棲地是植被較低的開闊地，如牧場、草地和農田，最好有鄰近的水源。牠們避免密林或陡峭的地區以及建築密集的地點。可供築巢的開放式建築物，如穀倉、馬廄或涵洞，及適合停棲的裸露地點，如電線、屋脊或裸枝，對牠們選擇繁殖區也很重要。
家燕具有半群居性，牠們成群定居，從單對到幾十對不等，尤其是在飼養動物的較大木製建築中。相同的個體通常年復一年在同一地點繁殖，儘管實驗表明，選擇築巢地點的關鍵在於巢的可用性，而非配偶的特徵。 由於一對家燕需花約2週時間用泥土、毛髮和其他材料築巢，舊巢格外受到珍視。

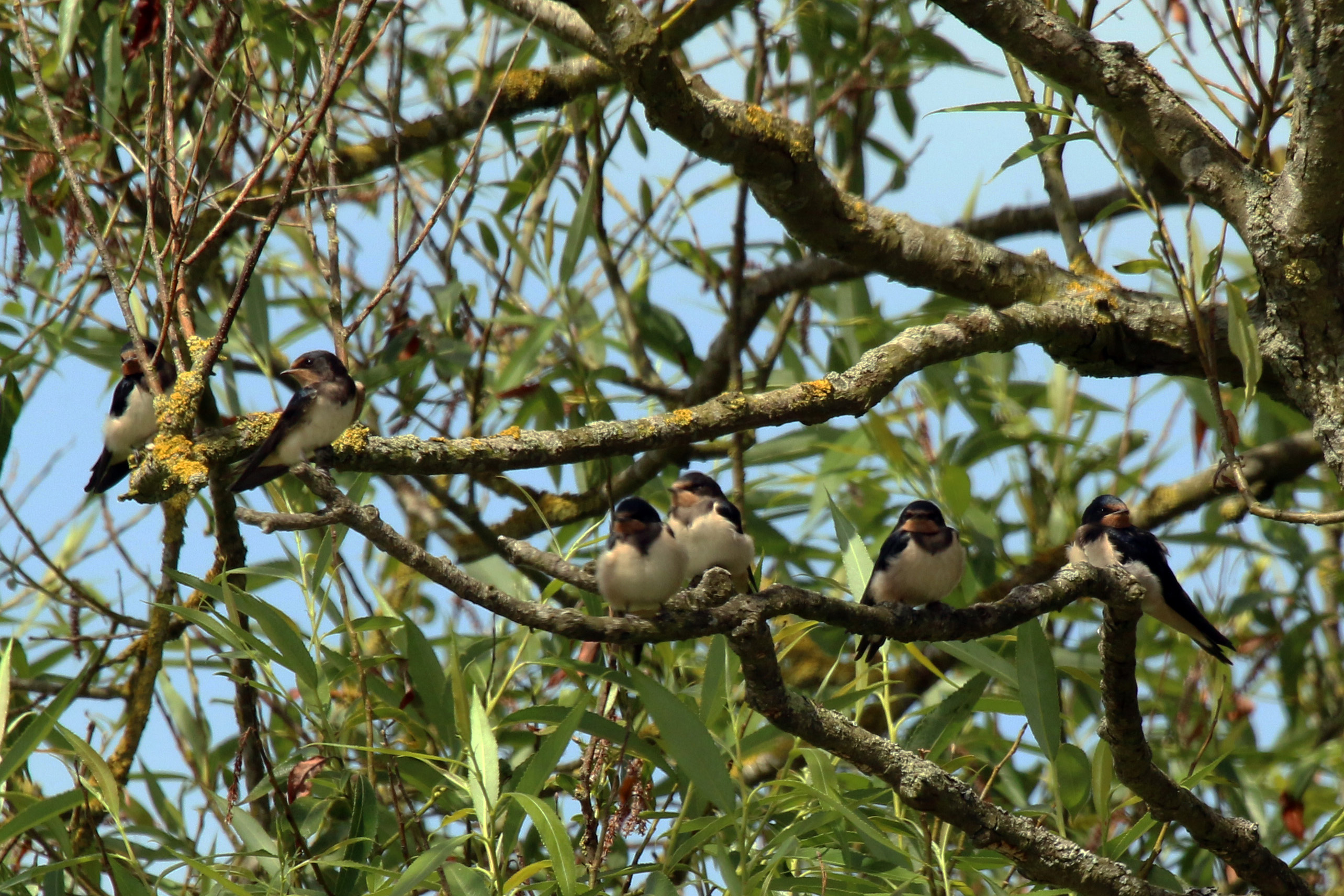
H. r. rustica 亞成鳥

這個物種在北半球的海拔0到2,700米（8,900英尺）範圍內繁殖，但在高加索山脈和北美，牠們的繁殖海拔可達3,000米（9,800英尺）。 家燕僅在沙漠和寒冷的北極地區缺乏分布。在牠們的分布範圍內大多數地區，牠們避免進入城鎮，而在歐洲的城市地區，則由西方毛腳燕取而代之。然而，在日本的本州，家燕更為城市化，而金腰燕（Cecropis daurica） 則取代其成為鄉村的物種。
冬季時，家燕的棲地選擇非常廣泛，僅避開密林和沙漠。 牠們最常見於植被低矮的開闊地，如稀樹草原和牧場。在委內瑞拉、南非和千里達及托巴哥，家燕特別喜愛燒過或收割過的甘蔗田及甘蔗廢料。 在缺乏適合的棲地時，牠們有時會棲息於電線上，但這樣會更容易受到掠食者的威脅。 個別家燕每年通常會返回同一個冬季棲地， 並從廣大區域聚集在蘆葦叢中集體棲息。 這些集體棲地的規模有時極為龐大，例如尼日利亞的一處棲地估計有150萬隻鳥類。 這些棲地被認為能保護牠們免受掠食者侵害，家燕在夜棲時會同步抵達，以壓倒非洲燕隼等掠食者的攻擊。家燕在其冬季棲地的溫帶區域，如泰國的山區和阿根廷中部，也曾被記錄到繁殖活動。
1912年12月23日，家燕首次被證實從英國遷徙到南非，當時一隻被詹姆斯·梅斯菲爾德在斯塔福德郡的巢中繫放的家燕在納塔爾被發現。 作為遠距離遷徙鳥，家燕曾出現在如夏威夷、百慕大、格陵蘭、特里斯坦-達庫尼亞群島、福克蘭群島 甚至南極等遙遠地區。
在台灣同時為冬候鳥、過境鳥與夏候鳥。遷徙時會大量集結，形成大型群體。一般在九月繁殖季結束後，便會從繁殖地踏上向南避冬的旅程。

### 覓食

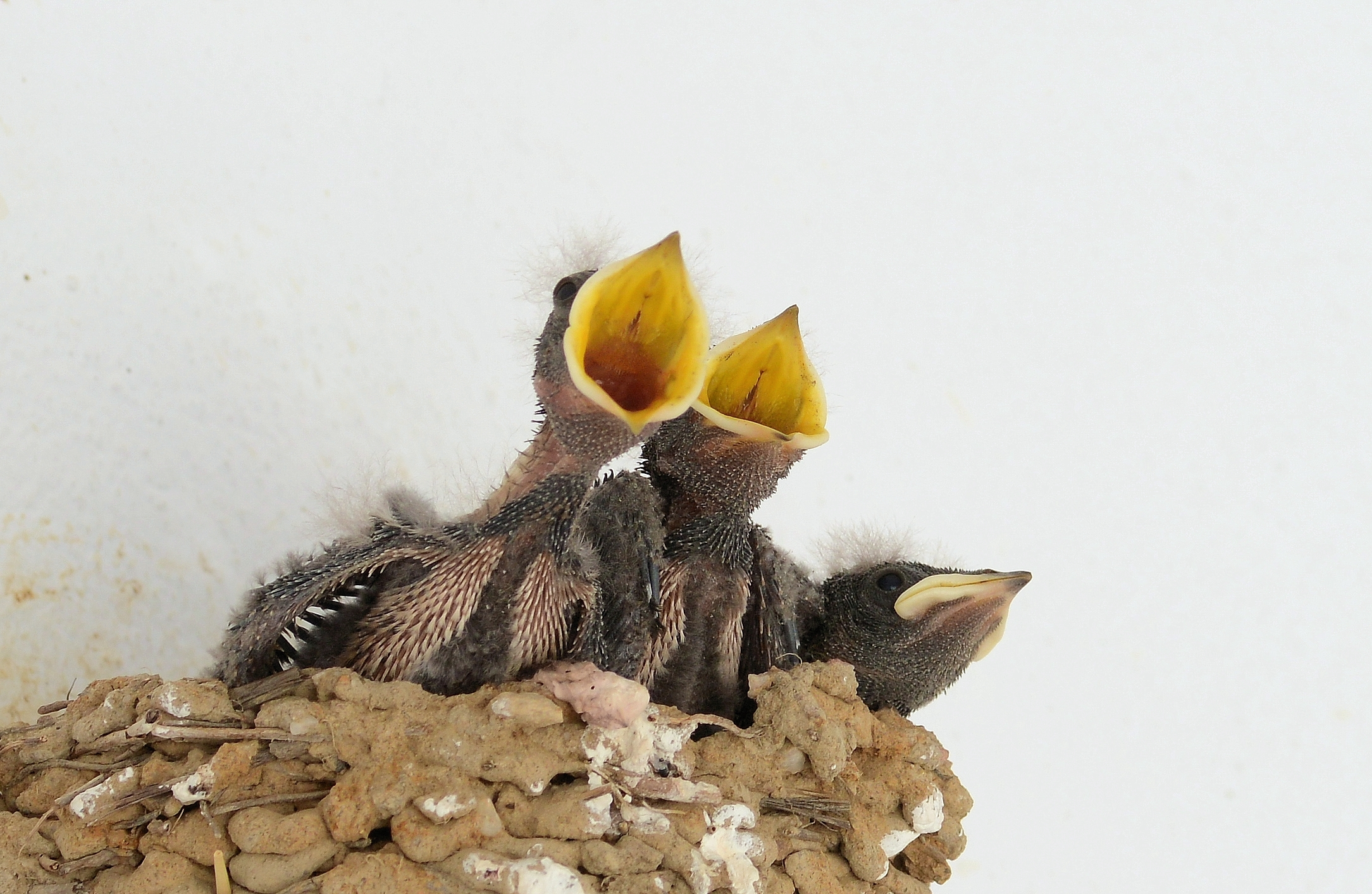
巢中的幼雛

家燕的覓食習性與其他空中的食蟲鳥相似，包括其他燕類以及與其無關的雨燕。牠們飛行速度不算特別快，估計速度在11 m/s（40 km/h）至20 m/s（72 km/h）之間，每秒拍翅約5次，有時高達7到9次。
家燕通常在空曠地區覓食， 飛行高度約7—8米（23—26英尺），主要在淺水區或地面上空，經常跟隨動物、人類或農具捕捉受驚的昆蟲，但偶爾也會從水面、牆壁或植物上取食。 牠們也曾被觀察到捕食在活躍的白鸛巢周圍飛行的昆蟲。 在繁殖地，約70%的食物是大型蒼蠅，蚜蟲也是重要成分。然而，在歐洲，家燕捕食的蚜蟲數量少於西方毛腳燕或灰沙燕。 在冬季棲地，膜翅目昆蟲，特別是飛行中的螞蟻，是重要的食物來源。蝗蟲、蟋蟀、蜻蜓、甲蟲和蛾也是牠們的獵物。 當家燕產卵時，牠們會成對狩獵，但其他時間則會形成群體。
一窩鳥雛獲得的食物量取決於窩的大小，通常較大的窩平均獲得更多食物。孵化時間也會影響食物的分配；晚期的窩會獲得較小的食物，因為較大的昆蟲距離巢穴太遠，捕食牠們的能量消耗不划算。
同位素研究顯示，不同的冬季種群可能利用不同的覓食棲地，例如英國的家燕主要在草地上覓食，而瑞士的家燕則更多利用林地。 另一項研究表明，一個在丹麥繁殖的種群實際上在兩個不同的地區過冬。
家燕飲水時會低飛掠過湖泊或河流，張口舀水。 牠們的洗澡方式也類似，在飛行中短暫沾水。
繁殖後，家燕會成群棲息，有時達數千隻之多。牠們經常聚集在蘆葦叢中，鳥群會在空中盤旋，然後低飛至蘆葦上方。 蘆葦叢是遷徙前或遷徙中的重要食物來源；儘管家燕是晝行性遷徙鳥類，能在低空飛行時捕食，但蘆葦叢提供了補充脂肪的機會。

### 鳴唱
雄鳥鳴唱以捍衛小範圍的領地（當居住在群落中時較少，單對時則較多），並吸引配偶。雄鳥在繁殖季節整個期間唱歌，從四月底至八月，在其分布範圍的大部分地區皆如此。牠們的歌聲由「啁啾」組成，隨後是H. r. rustica（歐洲指名亞種）和H. r. erythrogaster（北美亞種）中的上升音「P音節」。 在所有亞種中，這之後是一個短促的「Q音節」和一連串顫動的脈衝聲，稱為「嘎嘎聲」。 在某些亞種中，這些嘎嘎聲之後有終止的「Ω音符」，尤其是H. r. tytleri的歌聲中總會出現。
雌鳥的鳴唱比雄鳥短得多，且只在繁殖季初期發出。 雌鳥會自發鳴唱，儘管不頻繁，有時也會對其他雌鳥的鳴唱做出應和。

### 繁殖

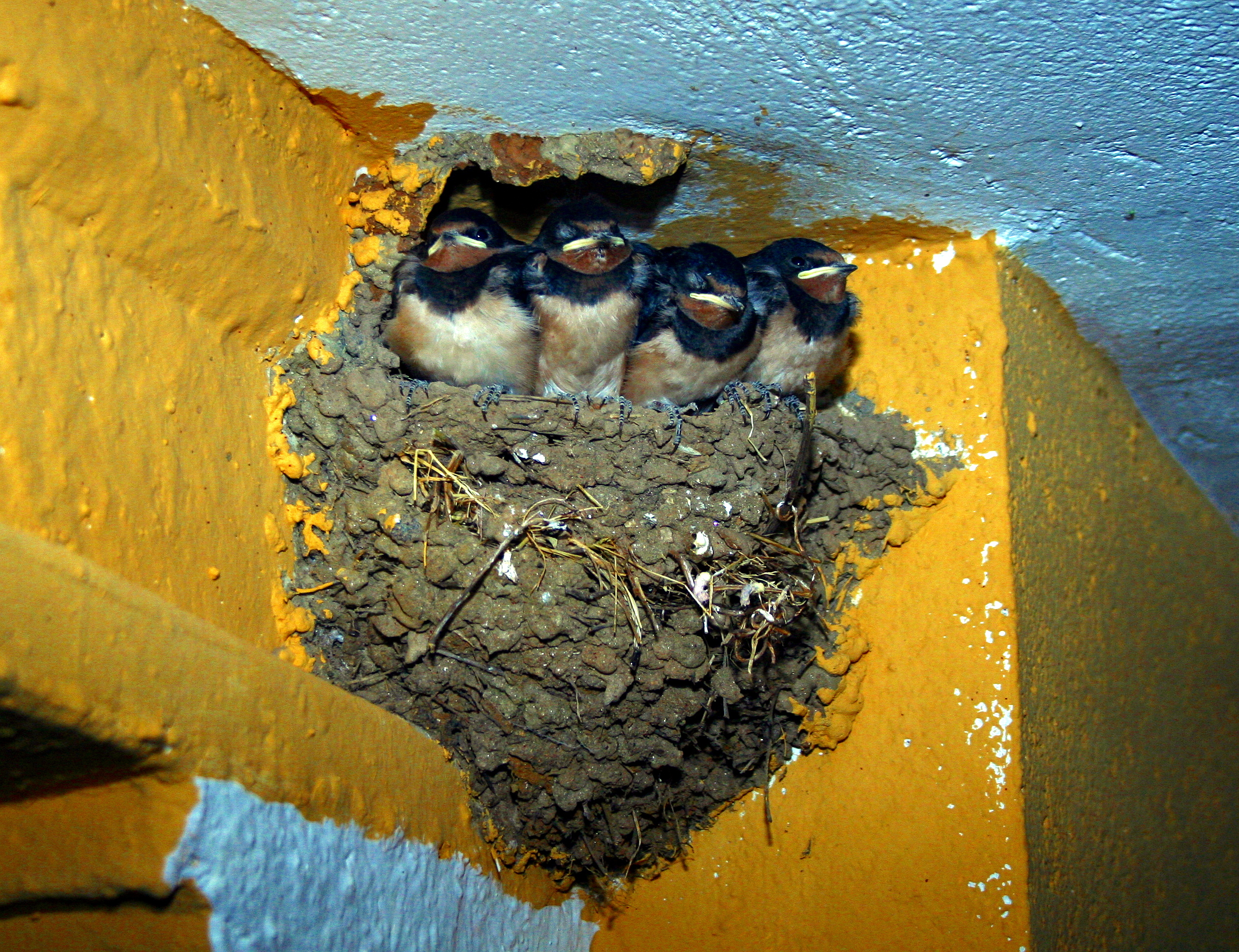
巢中四隻發育良好的幼雛

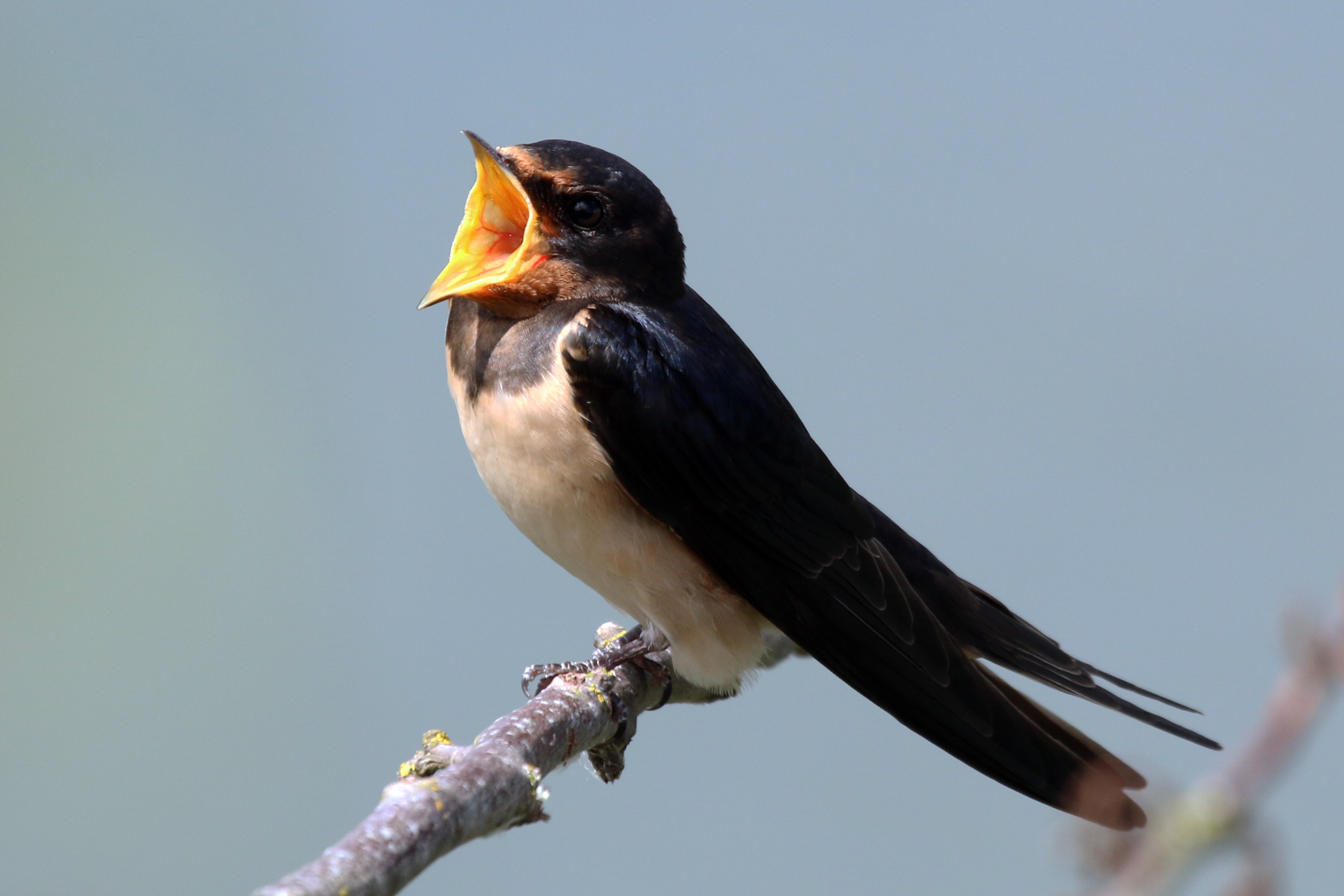
H. r. rustica 初離巢乞食

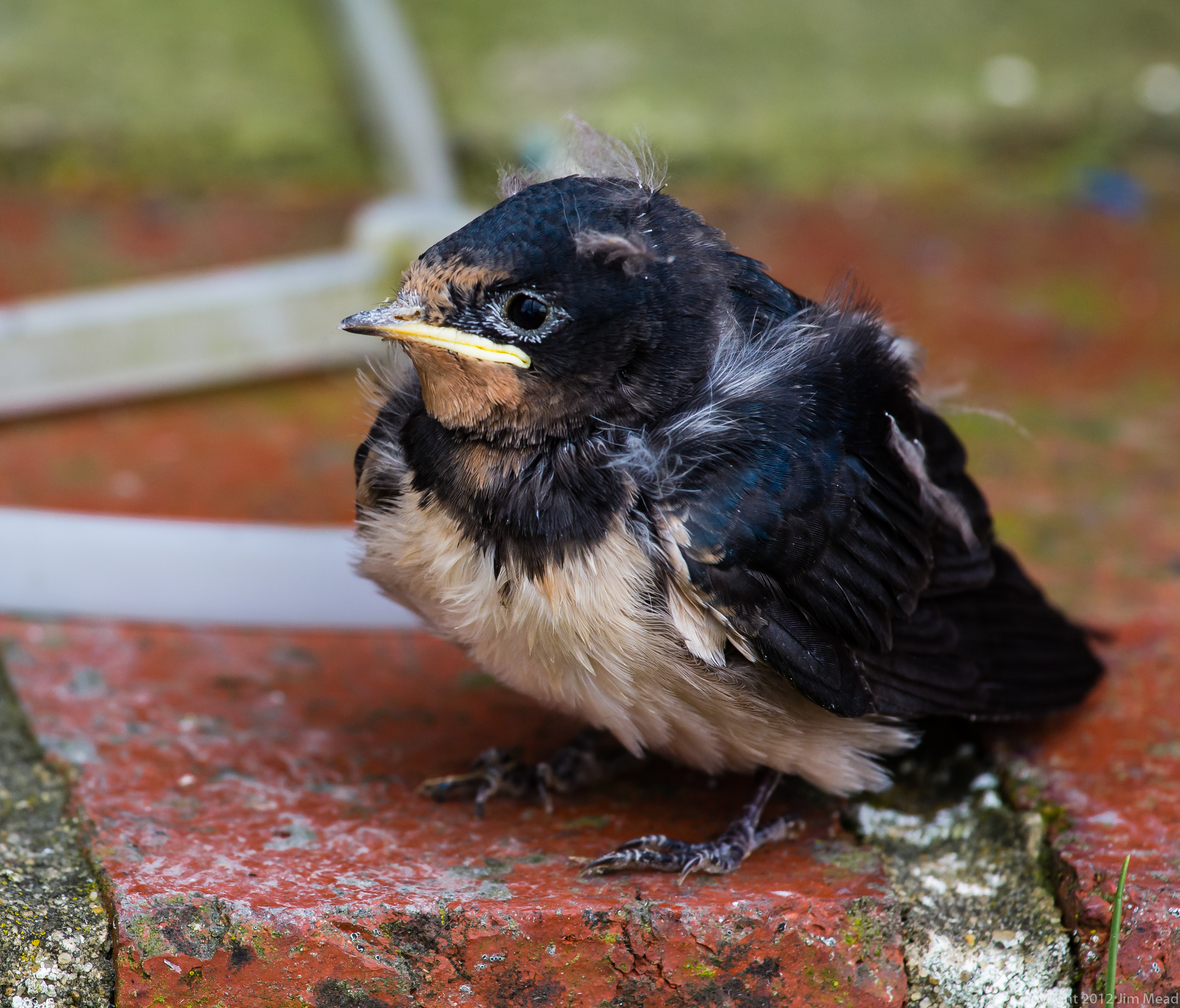
幼雛, 蘇塞克斯

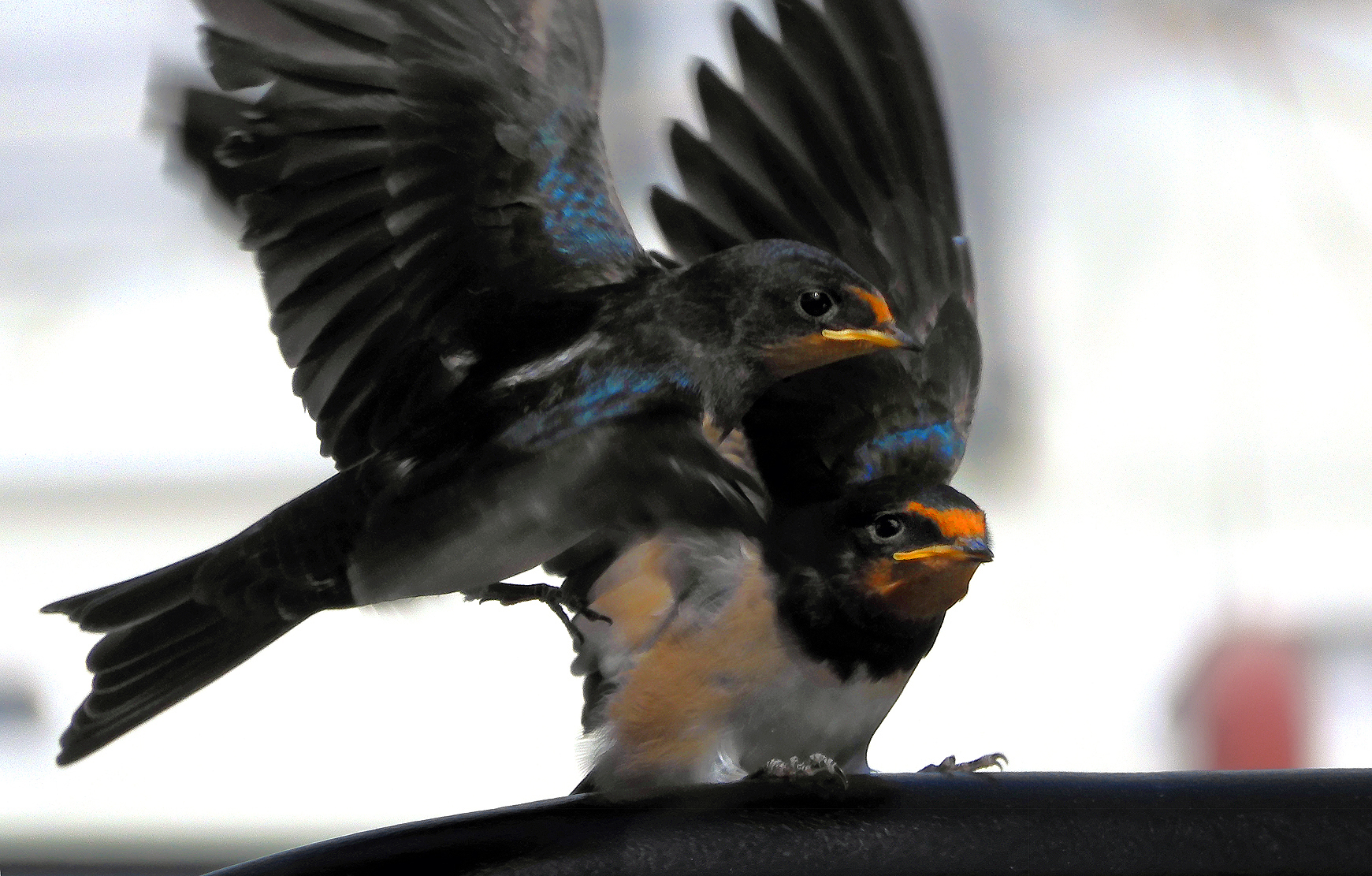
亞成鳥等待食物

雄性家燕比雌性更早回到繁殖地，並選擇一個巢穴位置，然後通過盤旋飛行和歌唱向雌性展示此巢穴。 羽毛可能用於展示：在某些族群中，如亞種H. r. gutturalis，雄性腹部的深色羽毛與更高的繁殖成功率相關。在其他族群中， 雄性的繁殖成功率與尾羽的長度有關，尾羽越長的雄性對雌性越具吸引力。 擁有更長尾羽的雄性通常壽命較長且抗病能力較強，因此雌性通過這種選擇方式獲得間接的適應性利益，因為更長的尾羽意味著該雄性基因更為強壯，其後代的活力也會得到增強。 北歐的雄性尾羽比南方的更長，而在西班牙，雄性的尾羽僅比雌性的長5%；在芬蘭，這一差距達到20%。在丹麥，雄性尾羽的平均長度在1984年至2004年間增加了9%，但未來如果夏季變得炎熱乾燥，氣候變化可能會導致尾羽變短。
尾羽較長的雄性也有較大的白色尾斑，而吃羽毛的啃羽虱偏好白色羽毛，沒有寄生損傷的大型白色尾斑再次顯示了繁殖質量；尾斑大小與每季所產後代數量之間存在正相關。
家燕的繁殖季節多變：在範圍的南部，繁殖季節通常從二月或三月開始，持續到九月初至中旬，但一些晚生的第二、第三窩幼鳥會在十月完成繁殖。在範圍的北部，通常從五月下旬至六月初開始，並與南部鳥類的繁殖季節同時結束。
兩性都會保護巢穴，但雄性特別具有攻擊性和領域性。 一旦確立，配偶便會終身一起繁殖，但雌雄外配交配很常見，這使該物種在基因上多配偶制，儘管在社會上是單配偶制。 雄性會積極守護雌性，以避免被戴綠帽。 雄性可能會使用誤導性警報鳴聲來打斷對其配偶的外配交配企圖。
顧名思義，家燕通常在易於進入的建築物內築巢，例如穀倉和馬廄，或橋下和碼頭下。 在人造建築普及之前，牠們會在懸崖或洞穴中築巢，但這現在已很少見。 這種整齊的杯狀巢穴通常位於橫樑上或適合的垂直突起物上，由雌雄共同建造，儘管多數情況下是由雌性進行建設，牠們用嘴巴收集泥團，並以草、羽毛、藻類 或其他柔軟的材料襯裡巢穴。 雄性的築巢能力也是性選擇的對象；雌性會與那些較擅長築巢的雄性交配，並在較早的時間內產下更多的蛋，而不擅築巢的雄性則情況相反。 在築巢後，家燕可能會在有足夠高品質巢穴位置的地方群居築巢，在一個群落內，每對家燕都會保護其周圍的巢穴領域，對於歐洲亞種而言，領域的大小約為4至8 m2（40至90 sq ft）。群落規模在北美通常較大。
至少在北美，家燕經常與鶚形成互利共生的關係。家燕會在鶚巢穴下築巢，從而獲得來自排斥其他掠食鳥類的鶚的保護，而鶚則透過家燕的警報鳴聲察覺到這些掠食者的存在。
家燕通常會養育兩窩雛鳥，原來的巢穴會被重新使用來養育第二窩，並且在隨後的年份裡修補後再利用。雌性會產下兩到七顆卵，但通常是四到五顆帶有紅色斑點的白色卵。 窩卵的數量受緯度影響，北方族群的窩卵數量平均比南方族群要多。 這些卵的大小為20 mm × 14 mm（3⁄4英寸 × 1⁄2英寸），重量為1.9克（29格令），其中5%是蛋殼。在歐洲，幾乎全由雌性孵卵，但在北美洲，雄性可能負責多達25%的孵卵時間。孵化期通常是14到19天，然後雛鳥需再18到23天才能長成並離巢。離巢的幼鳥會繼續與父母待在一起，並由父母餵養大約一週。有時，第一窩的第一年幼鳥會協助餵養第二窩的雛鳥。 與早期窩的幼鳥相比，晚期窩的幼鳥被發現遷徙時間較早，遷徙期間的燃料效率較低，且次年返回率較低。
家燕會對入侵者如貓或接近巢穴的鷹屬猛禽進行集體攻擊，經常飛得非常接近威脅物。 成年的家燕天敵較少，但有些會被鷹屬、隼和貓頭鷹捕食。北美的牛鸝或歐亞的杜鵑進行巢寄生的情況很罕見。
孵化成功率為90%，雛鳥存活率為70%到90%。平均來說，第一年的死亡率為70%到80%，成鳥的死亡率為40%到70%。雖然有紀錄的壽命超過11年，但大多數家燕的壽命不到四年。 家燕的雛鳥有顯著的紅色嘴縫，這一特徵能促使親鳥餵食。一項操控窩大小和免疫系統的實驗表明，嘴縫的鮮艷程度與T細胞介導的免疫能力呈正相關，而窩大小的增加及注射抗原會導致嘴縫鮮艷度下降。
家燕曾被記錄與美洲崖燕（Petrochelidon pyrrhonota）及穴燕（P. fulva）在北美洲雜交，以及與西方毛腳燕（Delichon urbicum）在歐亞地區雜交，後者是最常見的雀形目雜交之一。

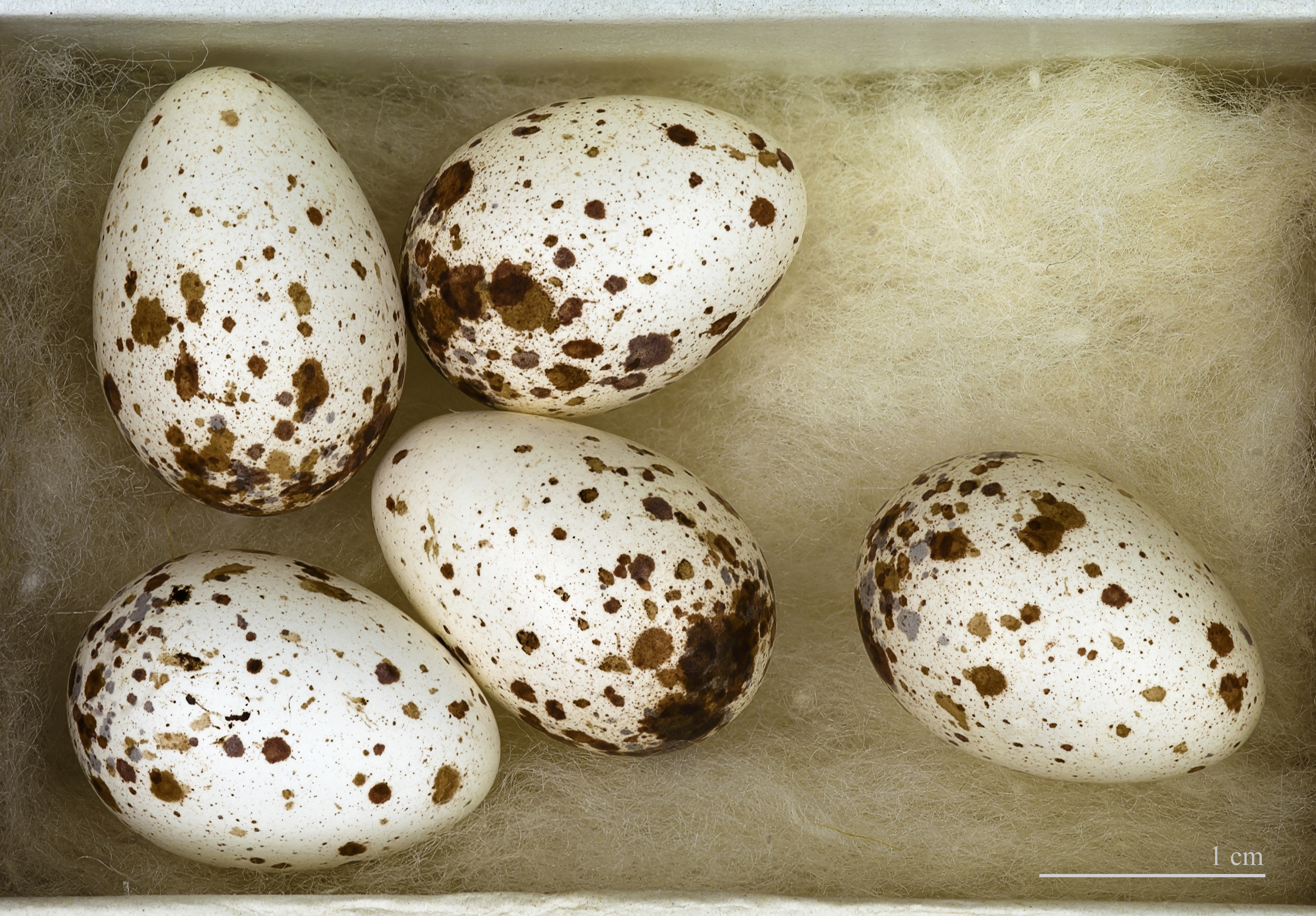
卵已孵化
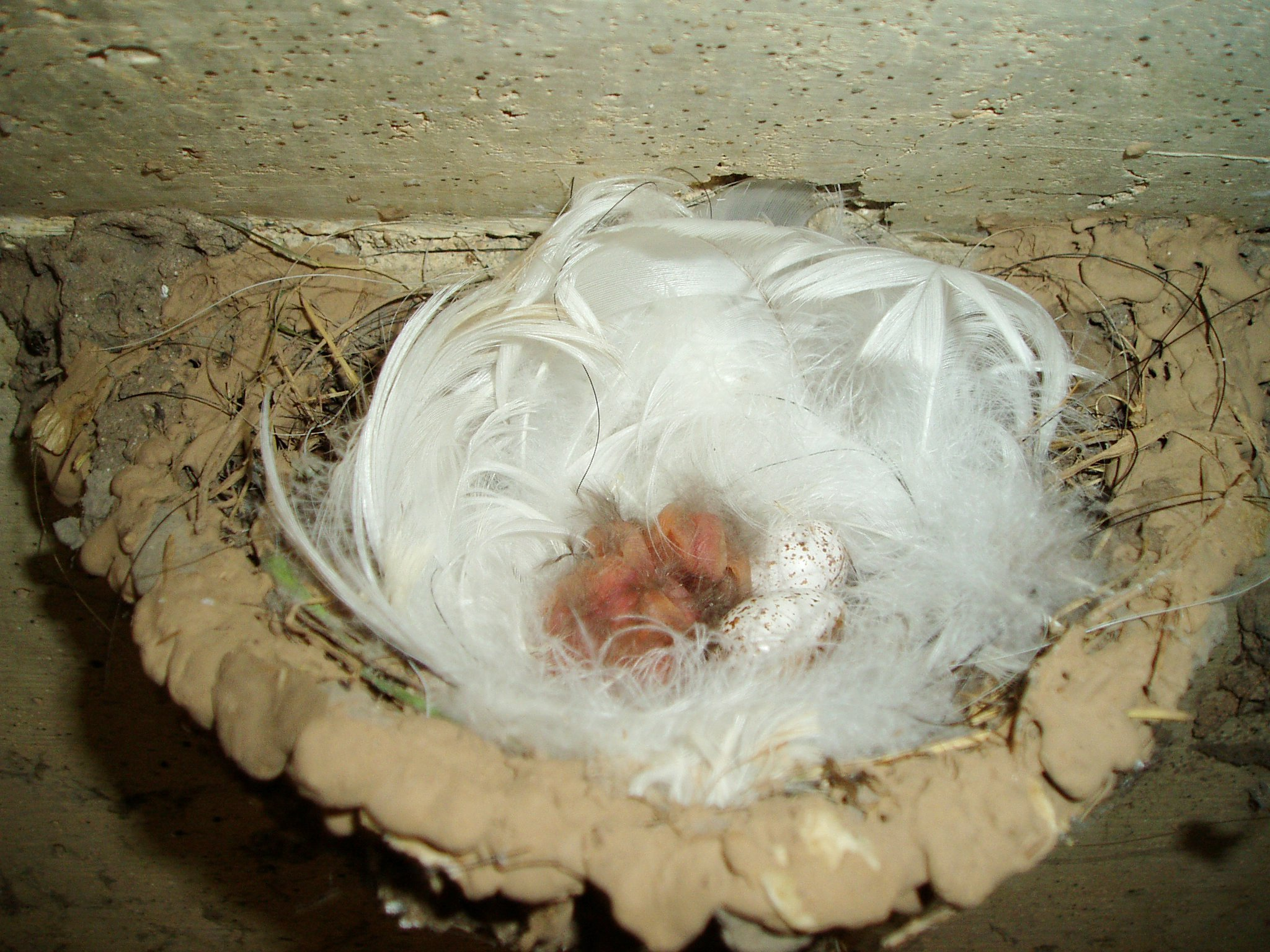
馬毛襯裡的巢中有雛鳥和卵
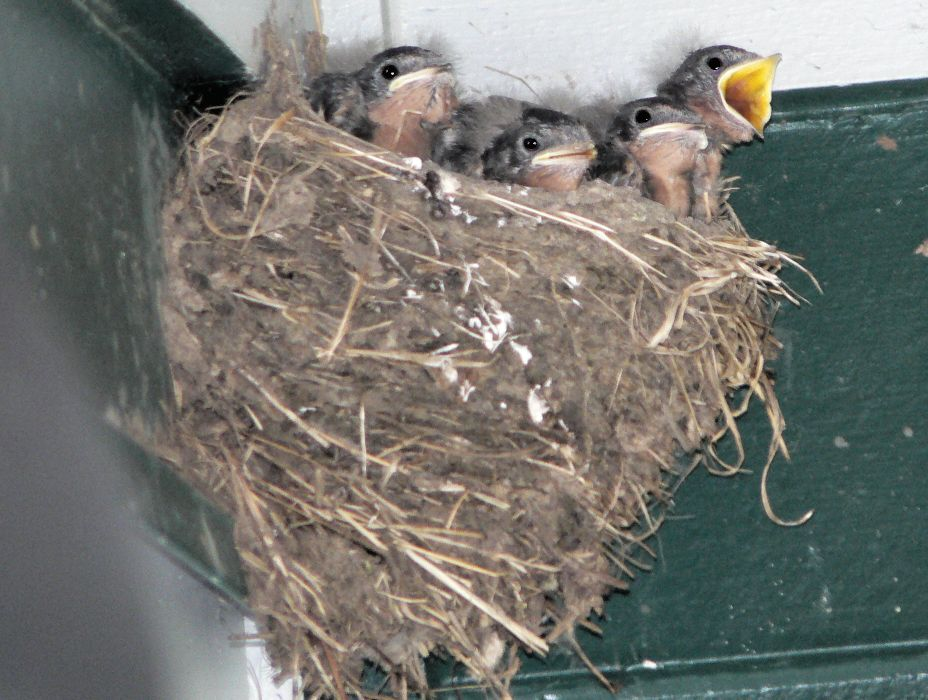
巢中的年長雛鳥
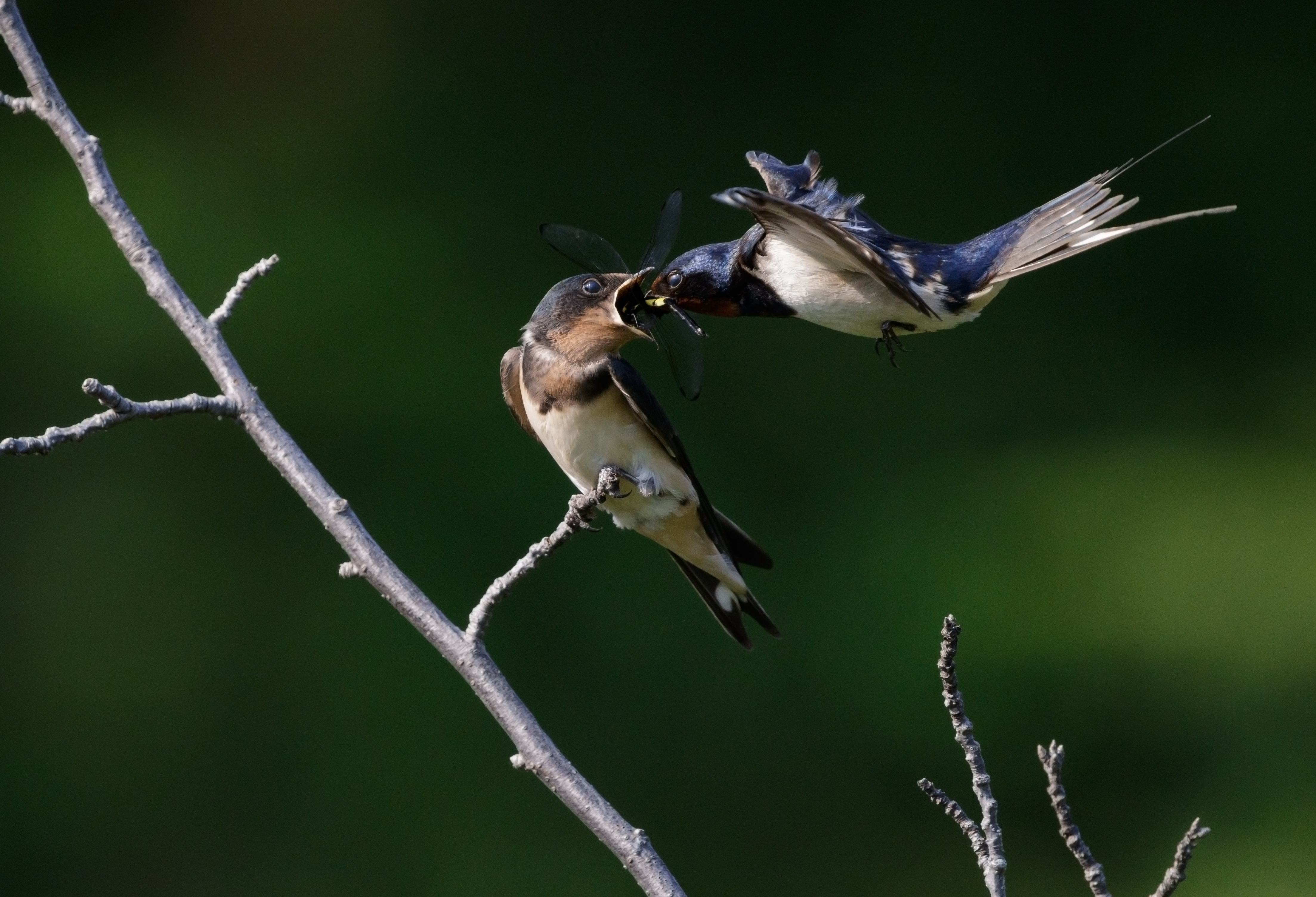
幼鳥正在被餵食

## 寄生蟲和掠食者

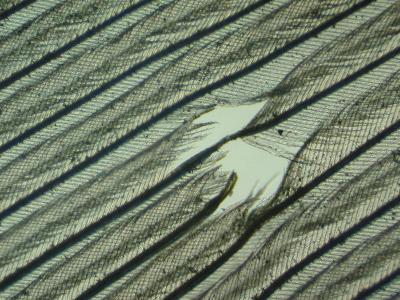
尾羽上的蝨子 Brueelia 的進食痕跡

家燕（以及其他小型雀形目鳥類）通常在牠們的翅膀和尾羽上有特徵性的羽孔。這些孔洞曾被認為是由鳥虱，如Machaerilaemus malleus 和 Myrsidea rustica 引起的，然而其他研究則表明這些孔洞主要是由Brueelia 物種造成的。家燕身上還描述了其他幾種虱子，包括Brueelia domestica 和Philopterus microsomaticus。 鳥虱偏好啃食白色的尾斑，且通常在短尾的雄性身上數量較多，這顯示了完整的白色尾斑作為質量的標誌功能。 在德克薩斯州，常見於崖燕上的燕蟲（Oeciacus vicarius）也會感染家燕。
如大假吸血蝠這樣的掠食蝙蝠是已知會捕食家燕的掠食者。 家燕在牠們的群居棲地會吸引掠食者，數種隼類會利用這些機會。已確認捕食家燕的隼類包括遊隼 和非洲隼。 在非洲，飾紋狗脂鯉Hydrocynus vittatus 已被記錄會經常跳出水面捕捉低空飛行的燕子。

## 現狀

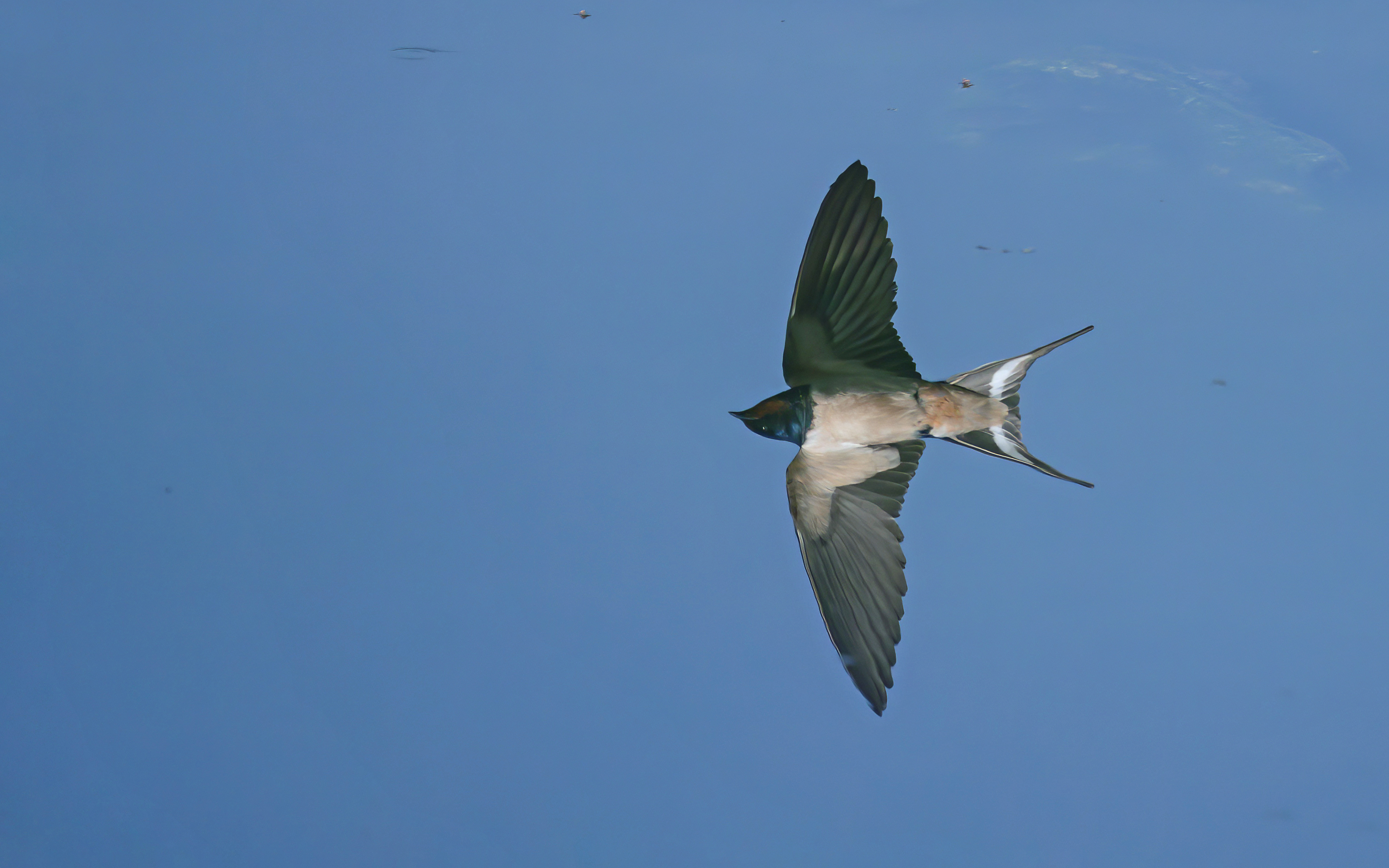
家燕的反射飛行

家燕的分佈範圍極廣，估計全球範圍約為250,000,000 km2（97,000,000 sq mi），種群數量約有1.9億隻。該物種在2019年的IUCN紅色名錄中被評估為無危物種， 並且在《瀕危野生動植物種國際貿易公約》（CITES）下沒有特別地位，該公約規範野生動植物標本的國際貿易。
這個物種歷史上從森林開伐中獲益匪淺，這些開闢出的開闊棲地是家燕偏好的環境；此外，人的居住地提供了大量安全的人造巢穴位置。在以色列，1950年代由於滴滴涕的使用出現了局部的數量下降，19世紀在美國，由於與麻雀爭奪巢位，也出現了數量減少的情況；而在歐洲和亞洲，農業集約化導致昆蟲食物減少，造成家燕數量逐漸下降。然而，20世紀北美洲的巢穴增多和隨後的分佈範圍擴大使其數量增加，包括向北亞伯達的擴展。
來自歐洲族群的越冬家燕面臨的一個特定威脅是南非政府將位於德班附近的一個輕型飛機跑道改建為沙卡國王國際機場，以迎接2010年國際足總世界盃。大約250米（270 yd）的Mount Moreland蘆葦灘是超過三百萬隻家燕的夜間棲地，這些家燕佔全球家燕種群的1%和歐洲繁殖種群的8%。該蘆葦灘位於擬建的La Mercy機場飛行路線上，曾有人擔心它會被清除，因為這些鳥類可能威脅到飛機的安全。 然而，經過詳細評估，將會安裝先進的雷達技術，來提醒使用機場的飛機注意鳥類的活動，並在必要時採取適當措施以避免鳥群。
氣候變遷可能會影響家燕；乾旱會導致體重下降和羽毛再生緩慢，而撒哈拉沙漠的擴展將使遷徙的歐洲家燕面臨更艱難的障礙。炎熱乾燥的夏季將減少幼鳥的昆蟲食物來源。然而，溫暖的春天可能會延長繁殖季節，導致更多幼鳥出生，而在分佈範圍的北部，利用建築物外巢穴的機會也可能會產生更多後代。

## 與人類的關係

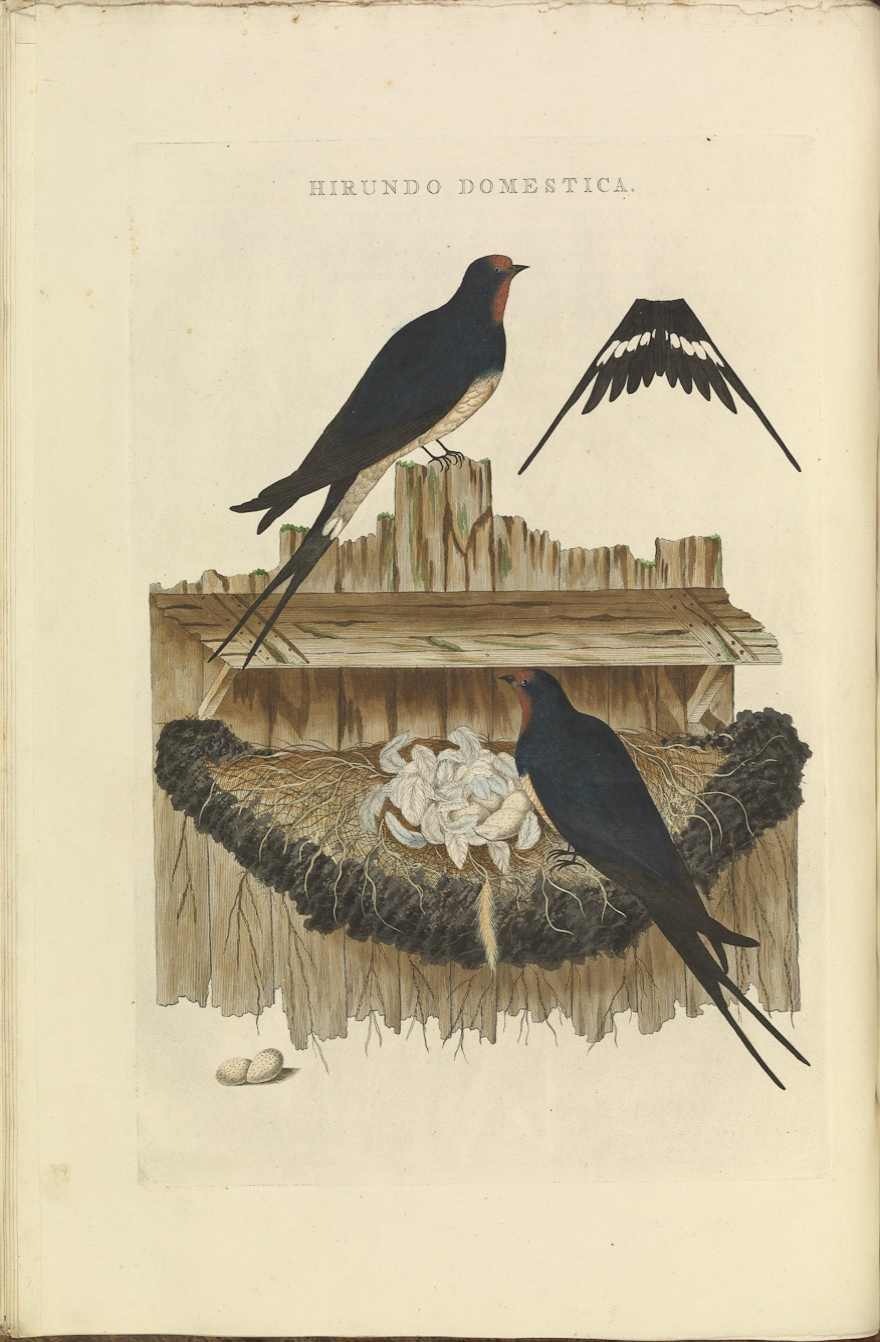
《荷蘭自然歷史綱要》 (1770)

家燕是一種有吸引力的鳥類，牠以飛行中的昆蟲為食，因此當牠與人類共用建築築巢時，通常會被人類容忍。作為較早的遷徙鳥之一，這種顯眼的鳥類也被視為夏季即將來臨的早期跡象。
在舊世界，家燕似乎自古以來就使用人造建築和橋樑築巢。早期的一個參考出現在維吉爾的農事詩（公元前29年）中，「Ante garrula quam tignis nidum suspendat hirundo」（在喋喋不休的燕子將巢懸掛在橫樑上之前）。
許多養牛的農民認為燕子會傳播沙門氏菌感染；然而，瑞典的一項研究顯示沒有證據表明這些鳥類是該細菌的宿主。

### 文學中的家燕
許多文學參考基於家燕向北遷徙作為春天或夏天的象徵。諺語中關於需要超過一個證據的說法至少可追溯到亞里士多德的《尼各馬可倫理學》：「一隻燕子或一天不會帶來春天，同樣地，一天或短暫的時間也不會帶來一個幸福的人生。」
在Pervigilium Veneris這首晚期拉丁文詩中，家燕象徵著春天的來臨，也因此象徵著愛情。在他的詩作《荒原》中，T.S.艾略特引用了"Quando fiam uti chelidon [ut tacere desinam]?"（「我何時能像燕子一樣，停止沉默？」），這指的是菲洛墨拉的神話故事，她變成了夜鶯，而她的妹妹普羅克妮變成了燕子。
在《箴言書》26:2中，提到燕子，暗指可能被如隼類這樣的掠食者在空中捕殺，因此推測冒險行為和隨之而來的負面結果之間存在明確的因果關係。  

### 文化中的家燕
吉爾伯特·懷特在他開創性的著作《塞爾伯恩博物誌》中詳細研究了家燕，但即便這位細心的觀察者也不確定家燕是遷徙還是冬眠。 在其他地方，家燕的長途旅行早已被人們所觀察，而燕子紋身在水手中是象徵平安歸來的傳統；傳統上，水手在航行5,000海里（9,300）後會刺上這位同行者的紋身，而在海上航行10,000 nmi（19,000 km）後會再增加一隻燕子的紋身。
過去，人們對這種有益的食蟲動物的容忍因家燕巢穴損毀的迷信而加強。這樣的行為可能會導致牛產出帶血的奶，或者完全不產奶，或使母雞不下蛋。 這可能是燕巢長壽的因素之一。經過適當的年度翻新，燕巢的存續時間常達10到15年，有一個巢穴被報導已被使用了48年。
它在紋章學中被描繪為martlet、merlette或merlot，象徵沒有土地的幼子。當時普遍認為它沒有腳，因此在紋章中也被如此描繪。 在鳥類學家的倡議下，家燕自1960年6月23日以來成為愛沙尼亞的國鳥，也同時是奧地利的國鳥。